# ليه جاكسون
ليه جاكسون (5 أبريل 1921 في المملكة المتحدة - 25 أبريل 2007 في المملكة المتحدة) (بالإنجليزية: Les Jackson)‏ هو لاعب كريكت بريطاني (وحمل سابقاً جنسية المملكة المتحدة لبريطانيا العظمى وأيرلندا). شارك مع منتخب إنجلترا للكريكت. أما مع النوادي، فقد لعب مع نادي مقاطعة ديربيشاير للكريكت ‏.

## وصلات خارجية
- ليه جاكسون على موقع إي آس بي آن كريك إنفو (الإنجليزية)